# Päckchen

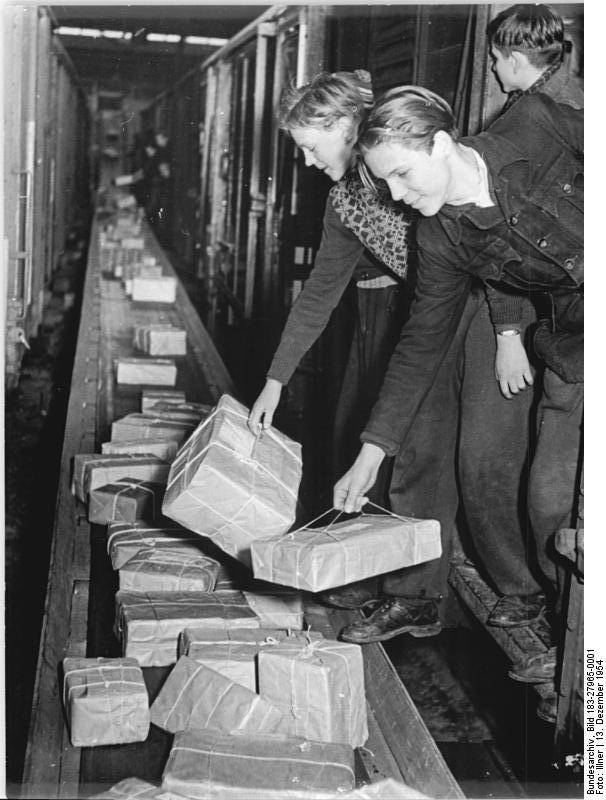
Pakete und Päckchen auf einem Transportband

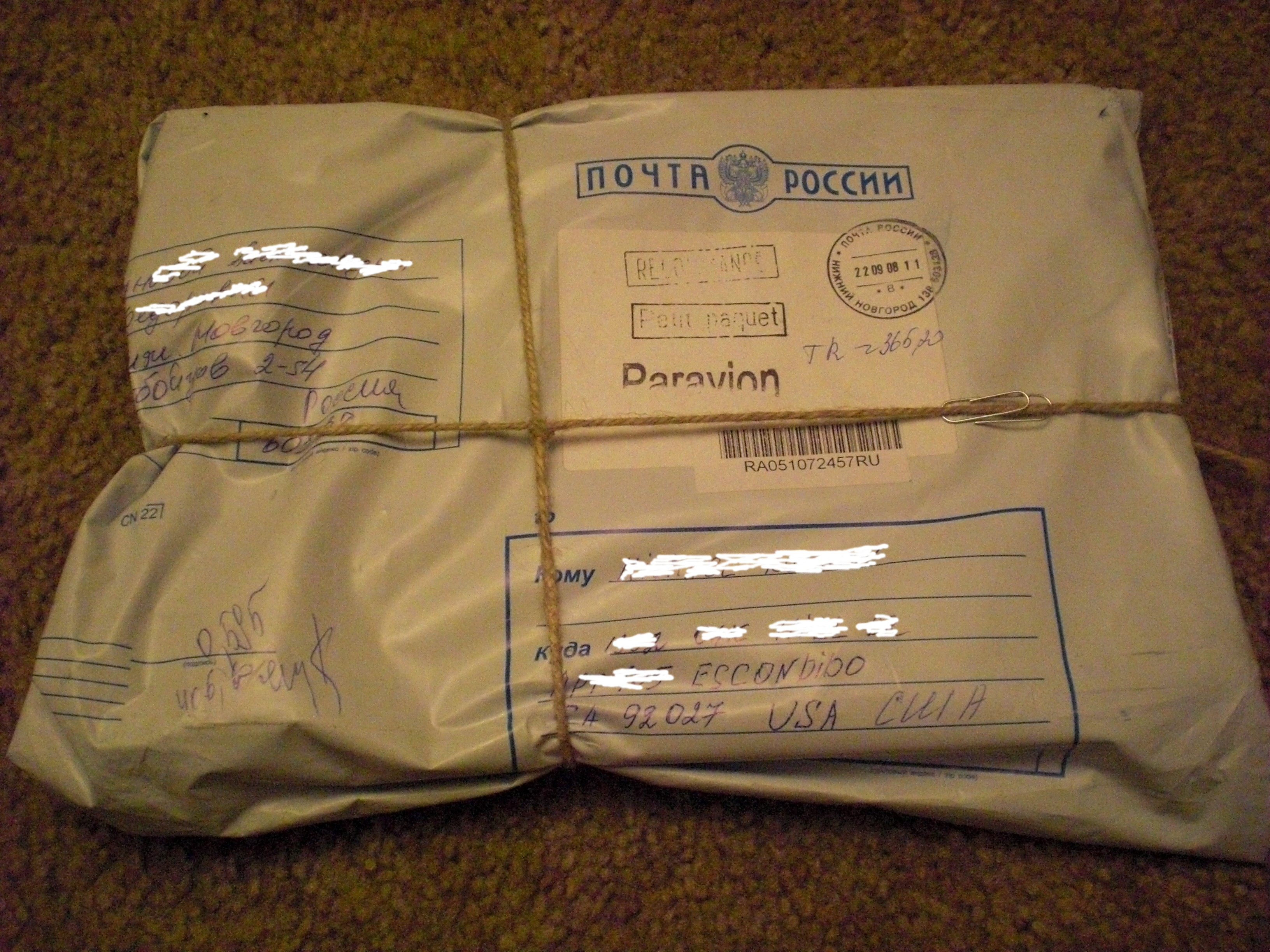
Päckchen aus Russland (Potschta Rossii) in die Vereinigten Staaten. Zusatzleistungen: Recommandé und Paravion.

Ein Päckchen ist die Bezeichnung für ein kleines Paket. Es wird in Deutschland von der Deutschen Post AG sowie von der Hermes Logistik Gruppe Deutschland GmbH angeboten. In Österreich und der Schweiz hat man nur die Wahl zwischen einem Großbrief oder einem Paket. Das Päckchen gibt es als Small Packet auch bei der Royal Mail.
Das Päckchen ist freizumachen und mit der Aufschrift „Päckchen“ zu versehen. Der Weltpostverein führte diese Gattung 1929 auf seinem 9. Kongress in London als Petit paquet (Französisch = Weltpostsprache) oder Small Packet ein, nachdem es einige Mitgliederstaaten vorab getestet hatten. Die Bezeichnungen „Petit paquet“ oder hilfsweise Small Packet ist auch beim internationalen Versand zusätzlich anzubringen.
Der wesentliche Unterschied zum Brief war neben Zulassung der Rollenform die Beförderung mit der Paketpost statt Briefpost, was insbesondere beim internationalen Versand zu längeren Laufzeiten führen konnte. Heutzutage werden Päckchen in der Regel im Rahmen der Briefzustellung ausgeliefert. Beim Versand ins Ausland bot das Päckchen bis 2011 den Vorteil, dass es auch auf dem langsamen und preiswerteren Land- oder Seeweg versandt werden konnte. Ein DHL-Päckchen ist im Gegensatz zum Paket in Deutschland nicht versichert oder sendungsverfolgt, gegen Aufpreis werden jedoch geringe Versicherungen und Versandnachweise beim internationalen Versand angeboten. Hermes bietet beim Päckchen-Versand hingegen Versicherung bis 50 Euro sowie Sendungsverfolgung ohne Aufpreis an.

## Geschichte
Das Päckchen bis 1 kg wurde am 1. Januar 1920 im Reichspostgebiet, nach dem Vorbild anderer Postverwaltungen, eingeführt. Einschreiben, Wertangabe oder Nachnahme waren ausgeschlossen. Vom 1. Juli 1928 an waren offene und geschlossene Päckchen zugelassen, als Briefpäckchen bis 1 kg oder als sonstige Päckchen bis 2 kg. Briefpäckchen mussten sich für die Beförderung mit der Briefpost, sonstige Päckchen für die Beförderung in Säcken eignen. Ende 1933 wurde die unklare Bezeichnung „sonstige“ aufgehoben, es gab nun das Päckchen zu 2 kg und das Briefpäckchen zu 1 kg. Einschreiben und das Verlangen eines Rückscheins sowie Nachnahme auf Briefpäckchen wurden zugelassen. Als 1938 das Höchstgewicht für Briefe auf 1 kg angehoben wurde, fielen die Briefpäckchen weg. Zur Vereinfachung des Päckchen-Verteilerdienstes wurde 1941 das Reich in 24 Päckchenleitgebiete eingeteilt, die durch Leitzahlen gekennzeichnet waren. 1951 wurde diese Aufteilung wieder aufgegeben. Zugelassen waren Dreiecks-, Kreis- und sonstige Formen, die bei anderen Briefsendungen nicht zulässig waren. Eine Einlieferungsbescheinigung gab es auf Antrag gegen Gebühr. In der Postordnung der Deutschen Bundespost (DBP) zählte das Päckchen zu den Briefsendungen. Aus diesem Grund konnte ein Päckchen bis Ende 2020 noch mit Briefmarken freigemacht werden, was seitdem nicht mehr möglich ist. Seit dem 15. November 2014 gibt es wieder 2 verschiedene Päckchenformate: Neu war das 1-kg-Päckchen mit höchstens 30 × 30 × 15 cm. Es wurde zum 1. Juli 2018 durch ein neues Format mit nun 35 × 25 × 10 cm ersetzt, das jetzt auch wieder 2 kg wiegen darf.
Seit 1. Januar 2021 ist die Freimachung von Päckchen mit Briefmarken nicht mehr zulässig. Die extra hierfür ausgegebenen Briefmarken zu 3,79 und 4,50 Euro konnten im ersten Halbjahr noch für die Einlieferung in die Filiale aufgebraucht werden. Kritisiert wurde, dass die Öffentlichkeit, auch die Presse, von der Deutschen Post im Vorfeld nicht über diese Einschränkung informiert wurde.

## Größe und Gewicht für DHL-Päckchen
Für den innerdeutschen Versand gilt: Ein quaderförmiges Päckchen darf das Maß 60 × 30 × 15 Zentimeter nicht überschreiten. Für Päckchen in Rollenform gelten 90 Zentimeter Länge und 15 Zentimeter Durchmesser als Obergrenze. Die Mindestmaße sind 15 × 11 × 1 cm für quaderförmige und Länge 15 und Durchmesser 5 cm für rollenförmige Päckchen. Das Gewicht darf maximal 2 kg betragen.
Das DHL Pluspäckchen S ist eine mit saisonalen Motiven bedruckte vorfrankierte Kartonage im Format 25 × 17,5 × 10 Zentimeter. Das Gewicht darf maximal 10 kg betragen. Das Pluspäckchen ist deutlich günstiger als das DHL-Paket bis 10 kg, hat aber keine Sendungsverfolgung.
Für den internationalen Versand von quaderförmigen Päckchen gilt folgende Regelung: Die Summe von Länge, Breite und Höhe darf 90 Zentimeter nicht überschreiten, wobei keine Seite länger als 60 Zentimeter sein darf. Beim internationalen Versand von Rollen gelten folgende Regeln: Länge nicht größer als 90 Zentimeter, Länge plus zweifacher Durchmesser nicht größer als 104 Zentimeter. Die Mindestmaße sind – wie im innerdeutschen Verkehr – 15 × 11 × 1 cm für quaderförmige und Länge 15 und Durchmesser 5 für rollenförmige Päckchen.

## Größe und Gewicht für Hermes-Päckchen
Die Summe aus längster und kürzester Seite darf 37 cm nicht überschreiten. Das Gewicht darf maximal 25 kg betragen.

## Pluspäckchen

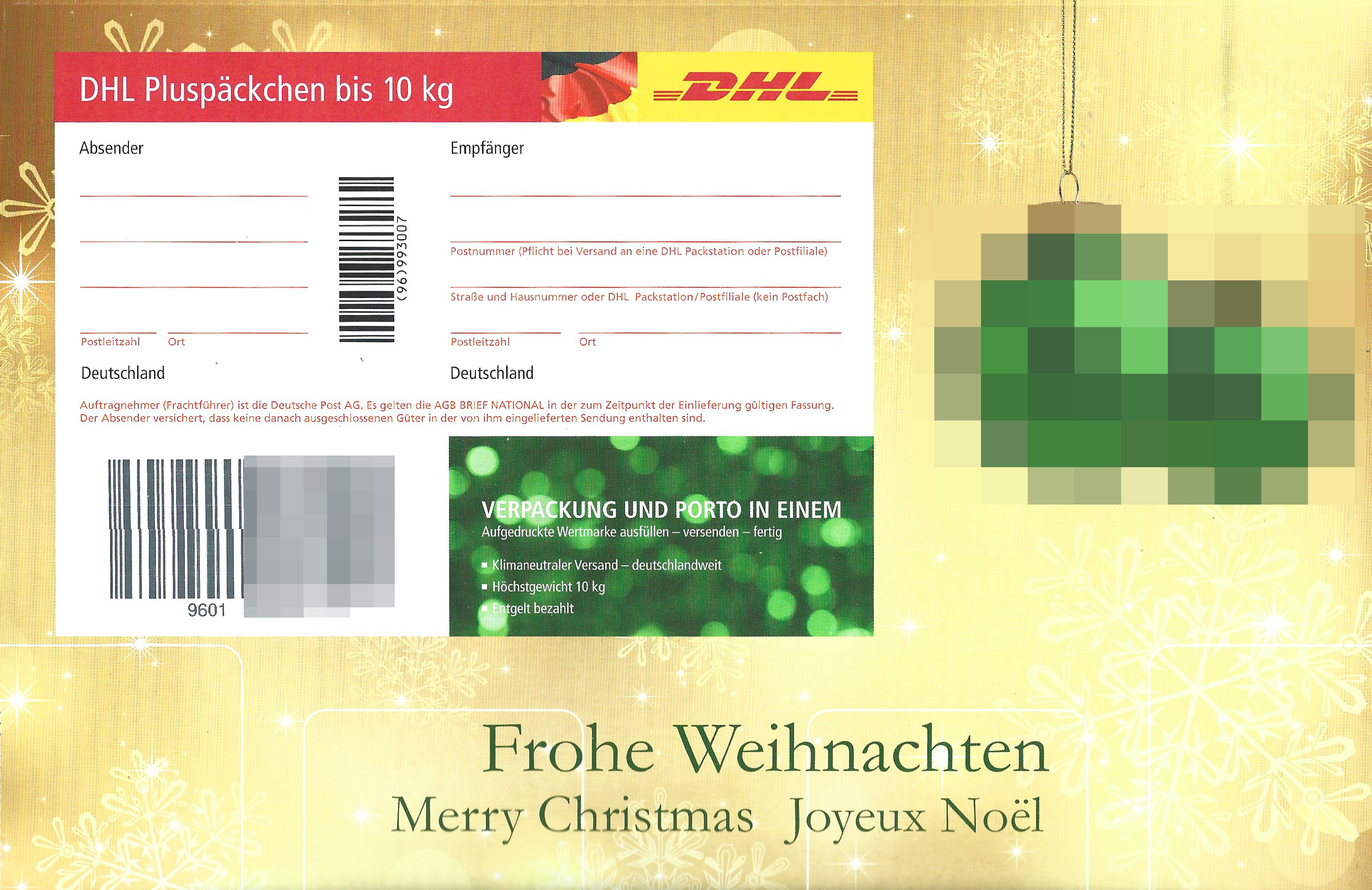
Pluspäckchen mit Weihnachtsmotiv 2017

Pluspäckchen bestehen aus Verpackung (Packset der Deutschen Post) sowie dem Porto (Motiv-Wertmarke) und dürfen innerhalb Deutschlands abweichend bis zu 10 Kilogramm wiegen.

## Haftung und Sendungsverfolgung bei DHL-Päckchen

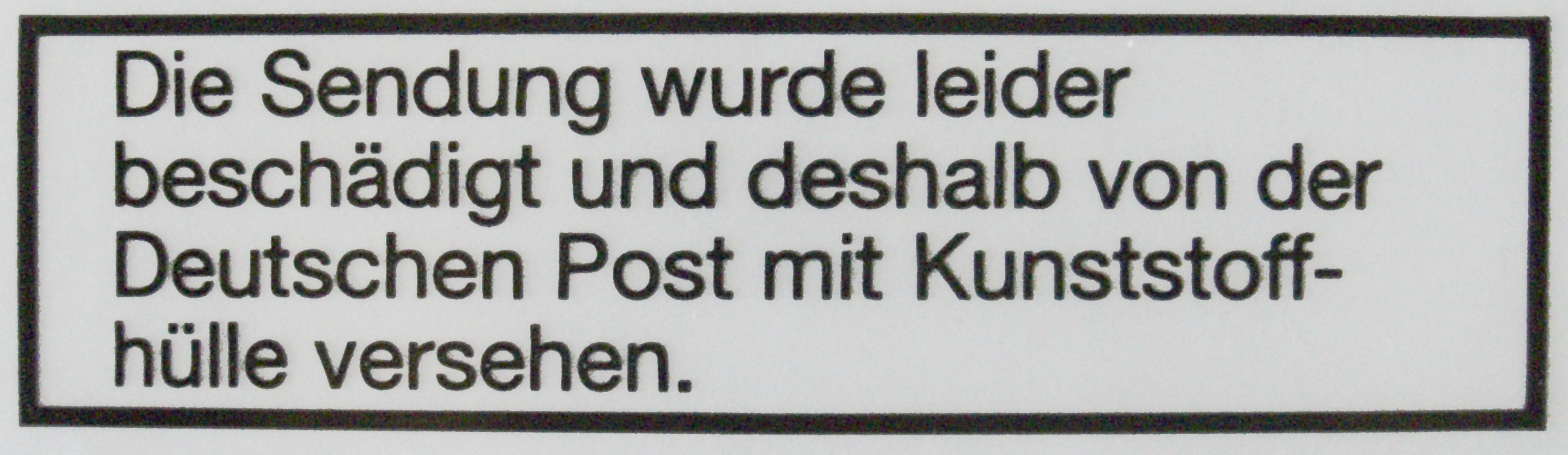

Haftung und Sendungsverfolgung sind seit dem 1. Januar 2012 innerhalb Deutschlands auch bei der Onlinefrankierung nicht mehr möglich. Gegen einen Aufpreis von 2,20 Euro (EU) bzw. 3,20 Euro (Welt) sind internationale Sendungen bis 50 EUR versichert und bieten eine Sendungsverfolgung in über 40 Länder. Die Sendungsverfolgung ist dabei nicht für alle Länder verfügbar. Auch aus dem Ausland sind solche registrierten Sendungen möglich, falls die dortige Post dies anbietet. Von der Deutschen Post werden solche Sendungen wie Einschreiben behandelt und gegen Unterschrift ausgeliefert.

## Haftung und Sendungsverfolgung bei Hermes-Päckchen
Hermes-Päckchen sind bis 50 Euro ohne Aufpreis versichert. Sendungsverfolgung ist möglich.

## Österreichische Post
Die Österreichische Post AG erklärte im August 2016, ab Jahresbeginn 2017 Päckchen als Inlands-Sendeform mit 2 kg Gewichtslimit in zwei Varianten anzubieten: Eine, die ins Postfach passt, und eine, die größer sein darf. Einfach zu handhaben wie ein Brief, doch mit Sendungsverfolgung.